# Polypedilum depile
Polypedilum depile är en tvåvingeart som beskrevs av Zhang och Wang 2008. Polypedilum depile ingår i släktet Polypedilum och familjen fjädermyggor. Inga underarter finns listade i Catalogue of Life.